# Read or Die
R.O.D: Read or Die (jap. リード・オア・ダイ, Rīdo oa Dai) ist eine Light-Novel-Reihe, die seit 2000 von Hideyuki Kurata geschrieben und von Shūeisha verlegt wird. Das Werk wurde als Manga und Anime adaptiert und ist in die Genres Seinen, Abenteuer, Comedy, Mystery und Action einzuordnen.

## Handlung
Das Britische Empire ist bis in die Gegenwart eine Weltmacht geblieben und stützt seine Macht vor allem auf die „Britische Bibliothek“, einen weltweiten Geheimdienst. Die Hauptfigur und leidenschaftliche Leserin Yomiko Readman ist unter dem Codenamen „The Paper“ Agentin für die Spezialeinheit der Organisation. Neben ihren Missionen muss sie auch immer wieder der jungen Schriftstellerin Nenene Sumiregawa helfen, die oft in Schwierigkeiten gerät.

## Veröffentlichung
Aktuell gibt es elf Romanbände, die Illustrationen wurden von Uon Taraku angefertigt. In Band 11 wurde angekündigt, dass die Reihe mit dem zwölften Band abgeschlossen würde. 2007 wurde auf der offiziellen Webseite eine Entschuldigung dafür veröffentlicht, dass sich das Erscheinen des zwölften Bandes verzögert, mit dem Hinweis, dass der Autor nach besten Kräften versuche, die Geschichte fertigzustellen.

## Adaptionen

### Manga
Neben den Romanen schrieb Kurata auch das Skript für den offiziellen R.O.D Manga, der von Shutaro Yamada gezeichnet wird. Der Manga wurde ursprünglich im Ultra Jump Magazin veröffentlicht und später als vierbändige Taschenbuchreihe gedruckt. Der Manga erschien auf Englisch bei Viz Media in Nordamerika.
Kurata schrieb ebenfalls das Skript für Read or Dream, einen Manga der von Ran Ayanaga gezeichnet wird und ebenfalls im Read or Die Universum angesiedelt ist.

### Anime
Der Erfolg der Read or Die Romane und Mangas führte 2001 zur Produktion der OVA Read or Die (jap. R.O.D -READ OR DIE-), die unter der Regie von Kōji Masunari von Aniplex und Studio Orphe, von dem Hideyuki Kurata ein Mitglied ist, produziert wurde. Die Animationen stammen von Studio Deen. Die Musik komponierte Taku Iwasaki, das Charakterdesign entwarf Masashi Ishihama und künstlerischer Leiter war Kazuo Ogura. In Deutschland wurde diese Serie vom 7. bis 9. September 2007 auf Animax erstausgestrahlt. Die OVA wurde unter anderem auch ins Englische, Französische, Spanische und Russische übersetzt.
Die 3-teilige OVA wurde 2007 vom Anime-Label Anime Virtual in Deutschland, Österreich und der Schweiz auf DVD veröffentlicht.
2003 produzierte Aniplex durch das Studio J.C.Staff R.O.D the TV, eine Fernsehserie mit 26 Folgen, die als Fortsetzung der OVA dient und die Charaktere von Read or Dream mit denen von Read or Die zusammenbringt.

### Synchronisation
| Rolle                 | Japanischer Sprecher (Seiyū) | deutscher Sprecher        |
| --------------------- | ---------------------------- | ------------------------- |
| Yomiko Readman        | Rieko Miura                  | Susanne Geier             |
| Nancy Makuhari        | Michiko Neya                 | Tanja Geke                |
| Drake Anderson        | Masami Iwasaki               | Tilo Schmitz              |
| Joker / Joe Carpenter | Hozumi Gōda                  | Sebastian Christoph Jacob |
| Wendy Earhart         | Mika Sakenobe                | Katja Primel              |
| Gentleman             | Bunmei Tobayama              | Reinhard Scheunemann      |

| Rolle             | Japanischer Sprecher (Seiyū) |
| ----------------- | ---------------------------- |
| Nenene Sumiregawa | Satsuki Yukino               |
| Michelle Cheung   | Shōko Kikuchi                |
| Maggie Mui        | Hiromi Hirata                |
| Anita King        | Chiwa Saitō                  |
| Junior            | Mitsuki Saiga                |
| Lee Linho         | Shin’ichirō Miki             |

## Rezeption
Der Manga erhielt 2008 den Ryōta Fujitsu Award der Japanese Otaku Awards.
Die Fachzeitschrift MangasZene lobt die „aufwendige Animation, detailreiches Design, eine spannende Geschichte atmosphärische Musik“ der OVA. Laut Funime weiß das Design der OVA zu gefallen und die Geschichte sei mit vielen historischen Persönlichkeiten „gewürzt“. Auch die Funime schreibt von Animation von höchster Qualität. Jedoch biete die Handlung der OVA, besonders im Vergleich zum Manga, kaum Hintergründe. Doch beide Adaptionen hätten in der Erzählweise ihre Schwächen, zu oft werde die Grenze zwischen Witz und Klamauk durchbrochen.